# راندولف كيز
راندولف كيز (بالإنجليزية: Randolph Keys)‏ مواليد 19 أبريل 1966 في كولينز، هو لاعب كرة سلة أمريكي معتزل. بدأ مسيرته الاحترافية في سنة 1988. تم اختياره من قبل فريق كليفلاند كافالييرز خلال الدرافت. يبلغ طوله 6 قدم 7 بوصة (2.0 م). اعتزل اللعب في 2000. أحرز خلال مسيرته في الإن بي إيه 1262 نقطة بمعدل 5.2 نقاط في المباراة الواحدة.

## المسيرة الاحترافية
لعب مع كليفلاند كافالييرز من سنة 1988 إلى 1990، ثم لعب مع شارلوت هورنتس في سنة 1991، ثم لعب مع تريفيزو لكرة السلة في الدوري الإيطالي في سنة 1991، ثم لعب مع ساسكي باسكونيا في الدوري الإسباني في موسم 1992–1993، ثم لعب مع لوس أنجلوس ليكرز في سنة 1995، ثم لعب مع ميلووكي باكز في موسم 1995–1996، ثم لعب مع بانيونيس في سنة 1999.

## روابط خارجية
- راندولف كيز على موقع إن بي أي (الإنجليزية)
- راندولف كيز على موقع سبورتس رفرنس (الإنجليزية)
- راندولف كيز على موقع الدوري الإسباني لكرة السلة (الإسبانية)
- راندولف كيز على موقع كرة السلة الأوروبية.كوم (الإنجليزية)
- راندولف كيز على موقع كلية كرة السلة في سبورتس رفرنس.كوم (الإنجليزية)
- راندولف كيز على موقع ريلجم (الإنجليزية)
- راندولف كيز على موقع بروبوليرز (الإنجليزية)
- راندولف كيز على موقع سبورتس رفرنس (الإنجليزية)